# 道林駅 (全羅南道)
道林駅 （トリムえき）は、大韓民国全羅南道和順郡にかつて存在した韓国鉄道公社の駅である。

## 路線
- 韓国鉄道公社
  - 慶全線

## 駅構造
- 1面1線の地上駅。

## 歴史
- 1931年6月15日：開業[1]。
- 2008年1月1日：廃止[2]。

## 隣の駅
慶全線
鳴鳳駅 - 道林駅 - 梨陽駅